# 6区 (ホーチミン市)
6区（ろっく、ベトナム語：Quận 6 / 郡𦒹）はホーチミン市の区の1つ。
5区とまたがって形成されているチョロン地区には、華人のホア族が多く、地区内にはビンタイ市場があり、観光客で賑わっている。市を代表する通りのひとつであるチャンフンダオ通りをメインストリートとしている。

## 行政区画
6区は第1坊から第14坊までの14の坊（Phường）を管轄している。